# Port lotniczy Yibin
Port lotniczy Yibin (IATA: YBP, ICAO: ZUYB) – port lotniczy położony w Yibin, w prowincji Syczuan, w Chińskiej Republice Ludowej.